# Виленский переулок (Санкт-Петербург)
Ви́ленский переу́лок — переулок в Центральном районе Санкт-Петербурга. Проходит от улицы Восстания до Парадной улицы. На запад продолжается Митавским переулком.

## История
Первоначально переулок заканчивался у улицы Радищева, в 1825 году его продолжили до Парадной улицы.
Застраивался преимущественно доходными домами, а главной достопримечательностью являлся комплекс казарм Преображенского полка, снесённый в 2006—2007 годах ради строительства жилого комплекса «Парадный квартал».

## История переименований
- Переулок появился в XVIII веке и сначала не имел наименования.
- С 1798 года по 7 марта 1858 года переулок получил своё первое имя в честь госпиталя Преображенского полка — Госпитальный переулок. В этот период переулок так же именовался Гофшпитальным, Гошпитальным, Преображенской госпитальной улицей, Преображенским гошпитальным переулком и др.
- С 7 марта 1858 года по 29 сентября 1922 года переулок именовался в честь города Вильнюса, административного центра Виленской губернии — Виленский переулок. Переименование связано с реформами западных губерний. Подобным образом свои наименования получили Ковенский, Митавский и Гродненский переулки.
- 29 сентября 1922 года в честь военных связистов, казармы которых здесь находились, переулок был возведён в ранг улицы, и стал носить имя улицы Красной Связи.
- С 13 января 1998 года, в рамках общей тенденции, переулку вернули прежнее наименование — Виленский переулок.

## Постройки

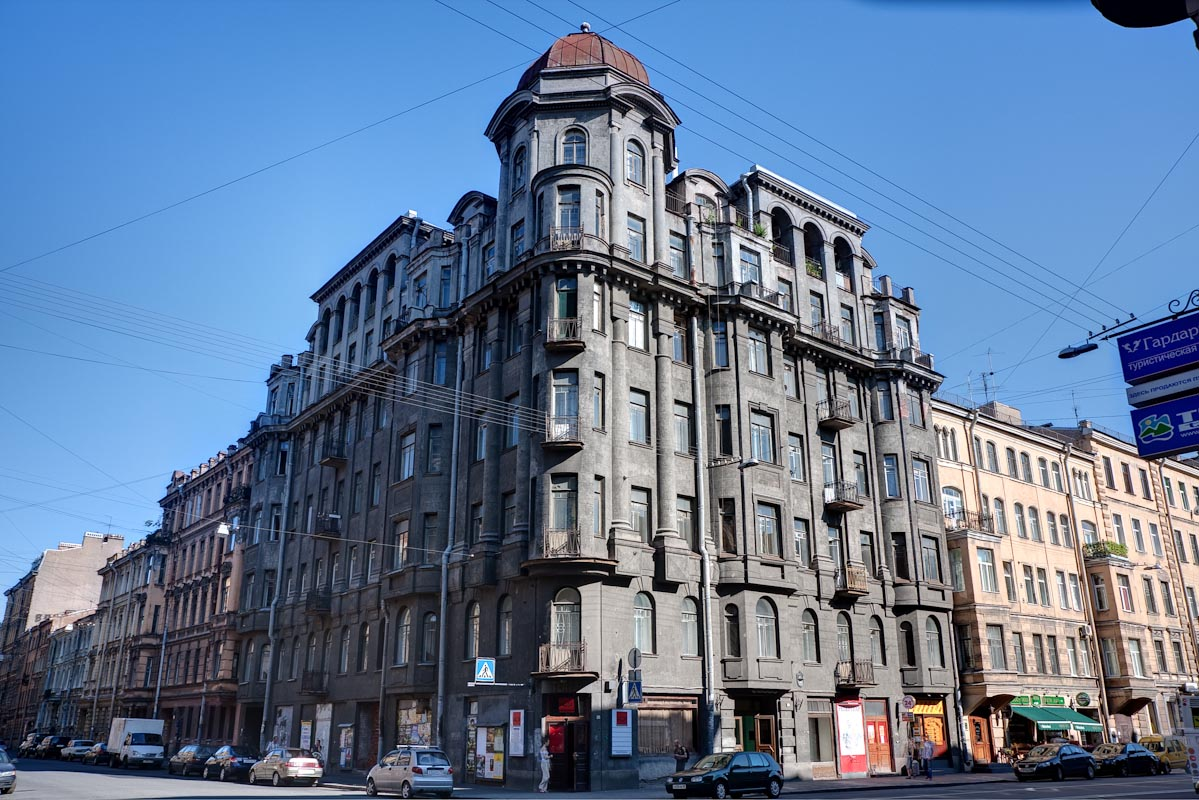
Доходный дом Б. О. Фукса

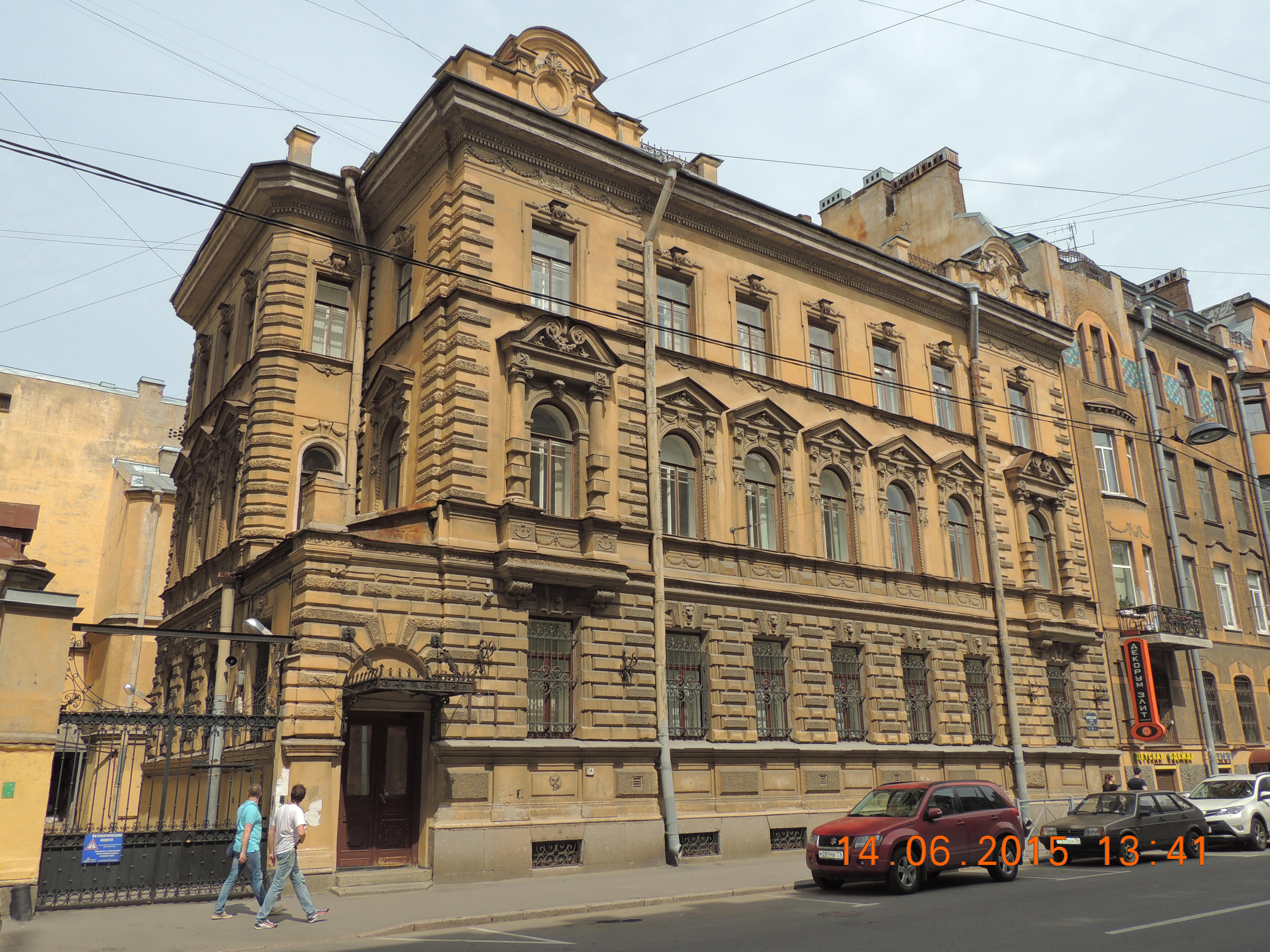
Особняк Н. И. Обуховой (№ 4)

- № 1 / ул. Восстания, 41 — доходный дом Б. О. Фукса, арх. Долгинов И. И., год постройки 1914—1915, стиль — неоклассицизм. В настоящее время в здании располагается Камерный театр Владимира Малыщицкого[1]. Возможно, здесь находилось Императорское женское патриотическое общество. Остаётся непонятным, где именно располагалось это общество, так как с одной стороны указывают, что оно находилось на пересечении с ул. Восстания (тогда это д. 1), а с другой, что его адрес «Виленский пер., д. 49» (Виленский пер. заканчивается д. 19).
- № 2 — доходный дом, арх. Крюгер Э. Ф., год постройки 1874—1875.
- № 3 ( 7831801000) — доходный дом А. Г. Романова, арх. Коленда П. Я., 1904, эклектичный стиль.
- № 4 ( 7831800000) — доходный дом Н. И. Обуховой, арх. Бенуа Ю. Ю., 1893 г.
- № 5, литера А ( 7831802000) — доходный дом М. М. Рянгина, арх. Пётр Гилёв, 1898, эклектика. Здание сохранило оригинальный облик[2].
- № 6 — доходный дом Н. Х. Хлебникова, арх. Гиршович Б. И., год постройки 1907, стиль — модерн.
- № 8 — доходный дом, арх. Бикарюков Е. С., год постройки 1893—1894.
- № 9 — доходный дом, арх. Бертельс А. А., год постройки — 1879.
- № 11 — доходный дом М. В. Захарова, арх. Богуский Л. В., год постройки — 1889—1890, стиль — модерн.
- № 12, 14, 16 ( 7831803000) — квартал, ограниченный улицами Радищева, Парадной, Кирочной и Виленским переулком — комплекс зданий казарм и служб Преображенского полка. Основной комплекс зданий был построен в 1802—1805 годах по проекту архитекторов Ф. И. Волкова и Ф. И. Демерцова. Конюшня, манеж и оружийный склад строились в 1837—1838 годах архитекторами А. Е. Штауберт и А. Н. Акутин (авторство Акутина под вопросом). Позже, в 1906 году появился корпус для обоза Сапёрного батальона (архитектор А. Е. Иванов). Все здания находились под охраной государства, однако были в 2004 году были сняты с охраны и в 2006—2007 снесены ради строительства так называемого «Парадного квартала»[3][4].
- № 15 — казармы 18-го Сапёрного батальона[5], арх. Шрётер В. А. и Иванов А. П., год постройки — 1899—1901, стиль — кирпичный.
- № 17 — Дом Бассейного товарищества, основная часть была возведена в 1912—1914 годы архитекторы — Эрнест Виррих, Алексей Зазерский, Николай Васильев, Алексей Бубырь. Комплекс был достроен в 1927 году под руководством архитектора Е. А. Левинсона.
- № 19, литера Д — здание включено в «Список диссонирующих объектов» городской архитектуры[6].

## Транспорт
Ближайшие к Виленскому переулку станции метро — «Чернышевская» и «Площадь Восстания)».